# Lampang (provincie)
Lampang is een Thaise provincie in het noorden van Thailand. In december 2014 had de provincie 753.013 inwoners, waarmee het de 33e provincie qua bevolking in Thailand is. Met een oppervlakte van 12.534 km² is het de 10e provincie qua omvang in Thailand. De provincie ligt op ongeveer 599 kilometer van Bangkok. Lampang grenst aan Chiang Rai, Phayao, Sukhothai, Tak, Lamphun, Chiang Mai, Phrae en ligt niet aan zee.

## Provinciale symbolen
|  | Het provinciale zegel toont een witte haan in de toegang naar Wat Phra That Lampang Luang. De provinciale vlag is groen met het provinciale zegel in het midden van de vlag. De provinciale boom is Holoptelea integrifolia (Thai: กระเชา krachaw). De provinciale bloem is Heliconia (Thai: เฮลโคเนีย). De bloemen zijn in de kleuren oranje, paars, rood, geel, roze, groen of een combinatie van deze kleuren. |

## Politiek

### Bestuurlijke indeling
De provincie is onderverdeeld in 13 districten (Amphoe).
| Amphoe \| 1. Mueang Lampang 2. Mae Mo 3. Ko Kha 4. Soem Ngam 5. Ngao 6. Chae Hom \| 7. Wang Nuea 8. Thoen 9. Mae Phrik 10. Mae Tha 11. Sop Prap 12. Hang Chat 13. Mueang Pan \| |                                                                                          |
| 1. Mueang Lampang 2. Mae Mo 3. Ko Kha 4. Soem Ngam 5. Ngao 6. Chae Hom | 7. Wang Nuea 8. Thoen 9. Mae Phrik 10. Mae Tha 11. Sop Prap 12. Hang Chat 13. Mueang Pan |

## Prestatie-index
United Nations Development Programme (UNDP) in Thailand heeft sinds 2003 voor subnationaal niveau een Index van de menselijke prestatie (Human Achievement Index - HAI) gepubliceerd op basis van acht belangrijke gebieden van de menselijke ontwikkeling. Provincie Lampang neemt met een HAI-waarde van 0,645 de 22e plaats in op de ranglijst. Tussen de waarden 0,6342 en 0,6516 is dit "wat hoog".
| Hoofdgroep                    | Aantal graadmeters | Ranglijst |
| ----------------------------- | ------------------ | --------- |
| Volksgezondheid               | 7                  | 46e       |
| Onderwijs                     | 4                  | 7e        |
| Werkomstandigheden            | 4                  | 49e       |
| Huishoudelijk inkomen         | 4                  | 49e       |
| Huisvesting en leefomgeving   | 5                  | 24e       |
| Familie- en gemeenschapsleven | 6                  | 54e       |
| Transport en communicatie     | 6                  | 16e       |
| Deelname aan politiek, enz.   | 4                  | 16e       |

## Klimaat
De gemiddelde jaartemperatuur is 25 graden, met temperaturen variërend tussen 10 en 40 graden. Gemiddeld valt er 1220 mm regen per jaar.